# Cookeville
Cookeville is een plaats (city) in de Amerikaanse staat Tennessee, en valt bestuurlijk gezien onder Putnam County.

## Demografie
Bij de volkstelling in 2000 werd het aantal inwoners vastgesteld op 23.923.
In 2006 is het aantal inwoners door het United States Census Bureau geschat op 28.340, een stijging van 4417 (18.5%).

## Geografie
Volgens het United States Census Bureau beslaat de plaats een oppervlakte van
57,0 km², waarvan 56,6 km² land en 0,4 km² water.

## Plaatsen in de nabije omgeving
De onderstaande figuur toont nabijgelegen plaatsen in een straal van 28 km rond Cookeville.